# جيم رايت
جيم رايت (بالإنجليزية: Jim Wright)‏ هو كاتب وسياسي أمريكي، ولد في 22 ديسمبر 1922 في فورت وورث في الولايات المتحدة، وتوفي بنفس المكان في 6 مايو 2015. حزبياً، نشط في الحزب الديمقراطي. وقد انتخب الناطق باسم مجلس النواب الأمريكي (6 يناير 1987 – 6 يونيو 1989) وانتخب عضو مجلس نواب تكساس وانتخب عضو مجلس النواب الأمريكي.

## روابط خارجية
- جيم رايت على موقع الموسوعة البريطانية (الإنجليزية)
- جيم رايت على موقع مونزينجر (الألمانية)
- جيم رايت على موقع إن إن دي بي (الإنجليزية)